# Maria Jastrzębska (analityk medyczny)
Maria Jastrzębska, z d. Antoszczyk (ur. 8 września 1949 w Ruszczynie, zm. 2 stycznia 2025) – polska analityk medyczna, prof. dr hab. n. med.

## Życiorys
Była córką Władysława Antoszczyka (1921-2001) i Teodory Antoszczyk, z d. Wojtania.
W 1972 ukończyła studia biologiczne (specjalność biochemia) na Wydziale Biologii i Nauk o Ziemi Uniwersytetu Łódzkiego. W tym samym roku rozpoczęła pracę w Pomorskiej Akademii Medycznej w Szczecinie (od 2010 Pomorskim Uniwersytecie Medycznym), równocześnie w latach 1974-1991 pracowała w Państwowym Szpitalu Klinicznym nr 2 w Szczecinie. W 1983 obroniła w Akademii Medycznej w Poznaniu pracę doktorską Niektóre parametry układu hemostatycznego u  ludzi młodych z hiperlipoproteidemią pierwotną i po zawale serca napisaną pod kierunkiem Janusza Gregorczyka. W 1996 habilitowała się w PAM na podstawie pracy zatytułowanej Stan funkcjonalny płytek krwi i układu fibrynolizy u mężczyzn z chorobą niedokrwienną serca i pierwotną hiperlipoproteinemią, wpływ aspiryny i heparyny. W 2005 r. uzyskała tytuł profesora nauk medycznych.
Była pracownikiem naukowym w Zakładzie Analityki Medycznej na Wydziale Farmacji, Biotechnologii Medycznej i Medycyny Laboratoryjnej Pomorskiego Uniwersytetu Medycznego w Szczecinie. W 2023 przeszła na emeryturę.
Była sekretarzem Polskiego Towarzystwa Badań nad Miażdżycą.

## Odznaczenia i wyróżnienia
- Medal "Za zasługi dla PAM"[4]
- Srebrny Krzyż Zasługi[4]
- Medal Komisji Edukacji Narodowej[4]